# Pé de Serra
Pé de Serra is een gemeente in de Braziliaanse deelstaat Bahia. De gemeente telt 14.788 inwoners (schatting 2009).

## Aangrenzende gemeenten
De gemeente grenst aan Capela do Alto Alegre, Ipirá, Nova Fátima en Riachão do Jacuípe.

## Galerij

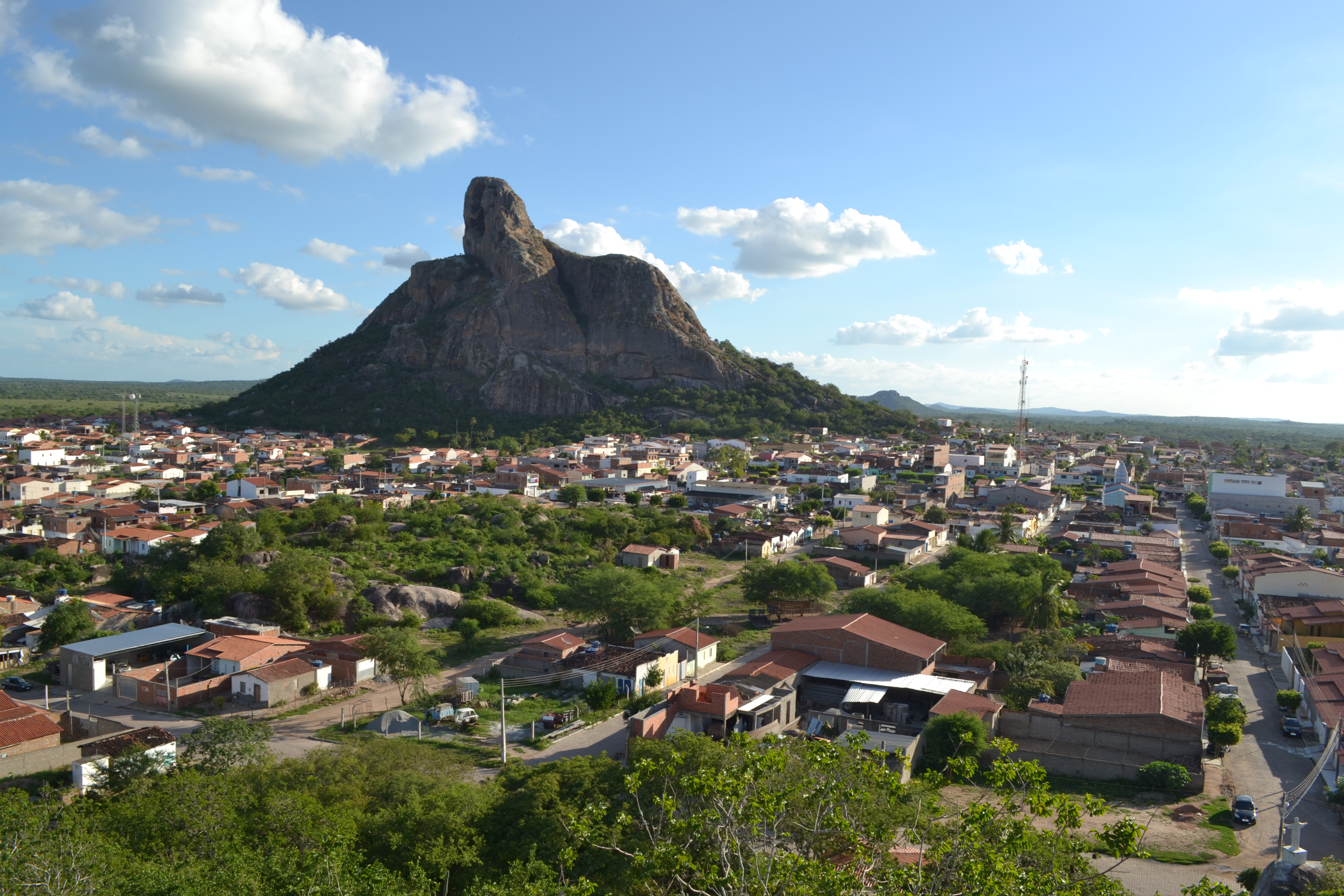
De berg Serra do Leão in Pé de Serra